# اسکار اشمیت
اسکار اشمیت (انگلیسی: Oscar Schmidt؛ زادهٔ ۱۶ فوریهٔ ۱۹۵۸) بازیکن بسکتبال اهل برزیل است.

## حرفه
از باشگاه‌هایی که در آن بازی کرده است می‌توان به باشگاه بسکتبال یووه‌کازرتا اشاره کرد.

## جوایز
وی در مسابقات کشوری و بین‌المللی در مجموع برندهٔ ۴ مدال طلا، ۲ مدال نقره، ۳ مدال برنز شده است.